# Chellal
Chellal (em árabe: شلال) é uma cidade e comuna localizada na província de M'Sila, Argélia. Segundo o censo de 2008, a população total da cidade era de 5 411 habitantes.